# Nobuhisa Urata
Nobuhisa Urata (japanisch 浦田 延尚 Urata Nobuhisa; * 13. September 1989 in Shinagawa) ist ein ehemaliger japanischer Fußballspieler.

## Karriere
Urata erlernte das Fußballspielen in der Schulmannschaft der Teikyo High School. Seinen ersten Vertrag unterschrieb er 2008 bei den Yokohama F. Marinos. Der Verein aus Yokohama spielte in der höchsten japanischen Liga, der J1 League. 2011 wechselte er nach Tosu zum Zweitligisten Sagan Tosu. Für den Verein absolvierte er 12 Zweitligaspiele. 2012 unterschrieb er einen Vertrag beim Ligakonkurrenten Ehime FC. Für den Verein aus Matsuyama stand er 201-mal auf dem Spielfeld. 2018 wechselte er zum Ligakonkurrenten Matsumoto Yamaga FC. 2018 wurde er mit dem Verein Meister der zweiten Liga und stieg in die erste Liga auf. Am Ende der Saison 2019 musste er mit dem Verein wieder den Weg in die zweite Liga antreten. Sein ehemaliger Verein Ehime FC nahm ihn im Januar 2021 wieder unter Vertrag. Ende 2021 belegte man mit Ehime den 20. Tabellenplatz und stieg in die dritte Liga ab. Nach dem Abstieg verließ er den Verein und schloss sich im Januar 2022 dem Viertligisten ReinMeer Aomori FC an. Hier stand er zwei Spielzeiten unter Vertrag und bestritt 41 Ligaspiele. Nach der Saison 2023 beendete er seine Karriere als Fußballspieler.

## Erfolge
Matsumoto Yamaga FC
- Japanischer Zweitligameister: 2018